# Anisodes absconditaria
Anisodes absconditaria är en fjärilsart som beskrevs av Walker 1862. Anisodes absconditaria ingår i släktet Anisodes och familjen mätare. Inga underarter finns listade i Catalogue of Life.